# Nobuo Fujishima
Nobuo Fujishima (藤島 信雄?, Fujishima Nobuo; Akita, 8 aprile 1950) è un allenatore di calcio ed ex calciatore giapponese, di ruolo centrocampista.

## Carriera

### Calciatore

#### Club
Disputò sedici stagioni con la maglia del Nippon Kokan, totalizzando 200 presenze e 30 reti in massima serie fra il 1969 e il 1985. Nel proprio palmarès conta la vittoria dell'edizione 1981 della Coppa dell'Imperatore e quattro inclusioni nel miglior undici del campionato.

#### Nazionale
Fra il 1970 e il 1979 venne regolarmente convocato nelle gare disputate dalla Nazionale giapponese, totalizzando 58 presenze e 6 reti, a cui ne vanno aggiunte altre 7 in incontri non ufficiali.

### Allenatore
Dopo il ritiro dal calcio giocato, rimase nel Nippon Kokan come collaboratore tecnico. Ottenuto il patentino da allenatore di tipologia A, a partire dal 1999 allenò l'YKK AP, conducendolo sino alla sua prima promozione in Japan Football League, mentre fra il 2006 e il 2008 guidò il Cobaltore Onagawa.

## Statistiche

### Presenze e reti nei club
| Stagione | Squadra             | Campionato | Campionato | Campionato |
| Stagione | Squadra             | Comp       | Pres       | Reti       |
| -------- | ------------------- | ---------- | ---------- | ---------- |
| 1969     | Nippon Kokan        | JSL        | 10         | 1          |
| 1970     | Nippon Kokan        | JSL        | 12         | 1          |
| 1971     | Nippon Kokan        | JSL        | 14         | 0          |
| 1972     | Nippon Kokan        | JSL        | 14         | 1          |
| 1973     | Nippon Kokan        | JSL1       | 18         | 5          |
| 1974     | Nippon Kokan        | JSL1       | 18         | 2          |
| 1975     | Nippon Kokan        | JSL1       | 16         | 3          |
| 1976     | Nippon Kokan        | JSL1       | 18         | 6          |
| 1977     | Nippon Kokan        | JSL1       | 17         | 5          |
| 1978     | Nippon Kokan        | JSL1       | 18         | 2          |
| 1979     | Nippon Kokan        | JSL1       | 10         | 1          |
| 1980     | Nippon Kokan        | JSL2       | ?          | ?          |
| 1981     | Nippon Kokan        | JSL2       | ?          | ?          |
| 1982     | Nippon Kokan        | JSL1       | 17         | 2          |
| 1983     | Nippon Kokan        | JSL2       | ?          | ?          |
| 1984     | Nippon Kokan        | JSL1       | 18         | 1          |
| 1985-86  | Nippon Kokan        | JSL1       | 0          | 0          |
|          | Totale Nippon Kokan |            | 200+       | 30+        |

## Palmarès

### Club
- Coppa dell'Imperatore: 1

1981
- Japan Soccer League Cup: 1

1980

### Individuale
- Incluso nella Best Eleven del campionato: 4 volte[3]